# Demóna
A Demóna (Maleficent) 2014-ben bemutatott amerikai fantasy-kalandfilm a Walt Disney Pictures forgalmazásában. A film Charles Perrault Csipkerózsika című meséje és az az alapján készült, 1959-es Disney rajzfilm alapján készült. A mozifilmet IMAX 3D-ben is vetítették. A címszerepet Angelina Jolie alakítja. További szerepekben Elle Fanning, Sharlto Copley, Sam Riley tűnik fel.
A filmet a kétszeres Oscar-díjas látványtervező Robert Stromberg rendezte, aki korábban az Alice Csodaországban és az Óz, a hatalmas című filmek látványtervezője volt. A forgatókönyvet Linda Woolverton írta, zenéjét James Newton Howard szerezte. 
A film szlogenje: A mesét már ismered. Most tudd meg az igazságot.
A Csipkerózsika történet ezúttal a film negatív főszereplője, Demóna szemszögéből tárul elénk.

## Cselekmény
Demóna egy hatalmas tündér, a Múria nevű birodalom védnöke, ami egy olyan vidék, ahol a természet és a mágia szabad kezet kapott. Egy nap Demóna találkozik egy vele egykorú fiúval, Lipóttal. Összebarátkoznak és egymásba szeretnek, de Lipót végül elhidegül tőle, amikor a saját ambícióit választja.
Henrik, a szomszédos királyság királya megpróbálja bekebelezni Múriát. Demóna és a varázslények újra és újra visszavágnak neki. A megaláztatástól feldühödve Henrik kiadja a parancsot, hogy aki megöli Demónát, az lesz az utódja, és elveheti a lányát. Lipót visszaél Demóna bizalmával azzal, hogy elkábítja és levágja a szárnyait (arra nem tudja rávenni magát, hogy ténylegesen megölje). Lipót bemutatja a levágott szárnyakat Henrik királynak, aki azonnal kinevezi őt utódjává.
Az áruláson feldühödve és megdöbbenve Demóna sötét birodalommá változtatja Múriát. Segédje és jobbkeze az általában holló alakban megjelenő Diaval, akit kémként használ, és akit tetszés szerint hollóvá, emberré vagy más alakba változtat.
Amikor Lipótnak kislánya születik, Demóna megragadja a bosszú lehetőségét, és megátkozza a gyermeket: 16 évesen egy rokka orsója megszúrja az ujját, és örökre elalszik, hacsak az igaz szerelem csókja fel nem ébreszti.
Lipót elpusztíttatja a királyság összes rokkáját, és három tündér, Tüsténdér, Csivitér és Röppendér neveli fel Aurorát a tizenhatodik születésnapja utáni napig.
Demóna megmenti a kis hercegnőt, valószínűleg azért, mert Aurora korai halála elrontaná a bosszúterveit. Ahogy azonban Aurora idősebb lesz, kötődés alakul ki közte és Demóna között. Demóna megpróbálja feloldani az átkot, de nem sikerül neki. Eközben Lipót király egyre inkább megszállottja lesz Demóna elpusztításának, és újra és újra seregeket küld (hiába) Múria ellen. Még felesége halála sem csökkenti a bosszúszomját.
Aurora találkozik Fülöp herceggel, aki éppen Lipót királyhoz tart. Nem sokkal később a tündérektől megtudja, hogy ő a király lánya, akit Demóna megátkozott. Megdöbbenve menekül apja palotájába a tündérek elől, akik hazudtak neki, mind Demóna elől, aki születése után megátkozta. A férfi a saját biztonsága érdekében azonnal bezárja a lányt, de az átok olyan erős, hogy Aurórának sikerül megszöknie a szobájából, és az átok hívása a várbörtönbe csalogatja. Itt találja az összes elpusztult rokkát. Az átok erejével egy új rokka jön létre, és Aurora véletlenül megszúrja vele magát.
Demóna Diaval Aurora után megy. Fülöp herceget is elrabolják abban a reményben, hogy ő adhatja meg Aurórának az igaz szerelem csókját. A csók nem éri el a kívánt hatást, de amikor Demóna homlokon csókolja Aurórát, az felébred. Amikor elindulnak, a király katonái rajtuk ütnek, de Demóna sárkánnyá változtatja Diaval-t, Aurorának pedig sikerül visszaadnia Demóna szárnyait. Lipót végül lezuhan a toronyból, miközben utolsó kísérletet tesz Demóna megölésére.
Aurora végül mind Múria, mind az emberi királyság királynője lesz, Fülöp oldalán. Demóna mindkét királyság védnöke lesz.

## Szereplők
| Színész          | Szereplő        | Magyar hang    | Leírás |
| ---------------- | --------------- | -------------- | --- |
| Angelina Jolie   | Demóna          | Orosz Helga    | Tündér, aki nagy varázshatalom birtokában van. Ő Múria megmentője. A fiatal Demóna szerepében Ella Purnell és Isobelle Molloy látható.   |
| Elle Fanning     | Aurora hercegnő | Laudon Andrea  | Bátor és kedves hercegnő, Demóna keresztlánya. A fiatal Aurora szerepében Vivienne Jolie-Pitt és Eleanor Worthington Cox látható.        |
| Sharlto Copley   | Lipót király    | Fekete Ernő    | Kezdetben Demóna gyermekkori barátja, későbbi ellensége, Aurora hercegnő apja. A fiatal Lipót szerepében Michael Higgins látható.        |
| Sam Riley        | Holló           | Csőre Gábor    | Demóna legfőbb bizalmasa, aki úrnője parancsára képes bármilyen alakot magára ölteni. Legtöbbször holló formájában jelenik meg.          |
| Brenton Thwaites | Fülöp herceg    | Czető Roland   | Fiatal, jóképű herceg. |
| Imelda Staunton  | Tüsténdér       | Zsurzs Kati    | Egy határozott, felelősségteljes rózsaszín erdei tündér. Ő és még két másik társa nevelik Aurora hercegnőt tizenhatodik születésnapjáig. |
| Juno Temple      | Csivitér        | Sallai Nóra    | Gyermeteg zöld erdei tündér, szintén Aurora hercegnő nevelője.                                                                           |
| Lesley Manville  | Röppendér       | Vándor Éva     | Játékos kék erdei tündér, ugyancsak Aurora gondviselője.                                                                                 |
| Kenneth Cranham  | Henry király    | Szilágyi Tibor | Fanatikus uralkodó, aki Múria királyság és Demóna elpusztítására törekszik.                                                              |
| Hannah New       | Leila királyné  | Csondor Kata   | Henry király lánya, később Lipót király felesége, Aurora édesanyja.                                                                      |